# Eino Elo
Eino Elo est un pilote de rallyes finlandais, spécialiste du rallye des 1000 lacs.

## Palmarès au rallye des 1000 lacs
- Vainqueur en 1952, sur Peugeot 203 (copilote Kai Nuortila);
- Vainqueur en 1955, sur Peugeot 403 (copilote Kai Nuortila);
  - 2e en 1953 sur Peugeot 203 (copilote Kai Nuortila);
  - 8e en 1954 sur Peugeot 203 (copilote Kai Nuortila);